# Gabriele Reuter

Gabriele Reuter aufgenommen in München, 1896

Gabriele Elise Karoline Alexandrine Reuter (* 8. Februar 1859 in Alexandria; † 16. November 1941 in Weimar) war eine deutsche Schriftstellerin.
Die zu Lebzeiten vielgelesene Autorin wurde bekannt durch ihren Roman Aus guter Familie (1895), der die „Leidensgeschichte eines Mädchens“ (Untertitel), einer typischen „höheren Tochter“ der Wilhelminischen Ära, erzählt. Das Buch verkaufte sich bis 1931 in 28 Auflagen und war der erste Bestseller des S. Fischer Verlags. Weitere Bestseller waren etwa ihr Roman Ellen von der Weiden (1900), die Novellensammlung Frauenseelen (1901) oder der Roman Der Amerikaner (1907). Heute ist Gabriele Reuter nahezu vergessen.

## Leben
Gabriele Reuter war die Tochter des aus Treptow an der Tollense in Pommern stammenden internationalen Großkaufmanns im Textilhandel, Carl Reuter, und dessen Frau Johanna, geb. Behmer. Sie war eine Urenkelin der Dichterin Philippine Engelhard, der sie in Grüne Ranken um alte Bilder von 1937 ein literarisches Denkmal setzen wollte. Ihre Kindheit verbrachte sie teils bei der Verwandtschaft der Mutter in Dessau (1864–69), teils in Alexandrien (1869–72). Als der Vater 1872 starb, erfolgte die endgültige Rückkehr der Familie nach Deutschland. Reuter kam für ein Jahr in das Breymannsche Institut, auch Neu-Watzum. Dann aber verlor die Familie durch die allgemeine Rezession und durch einen Betrugsfall bei der Auflösung des väterlichen Geschäfts 1873 ihr gesamtes Vermögen und zog in eine kleine Wohnung in Neuhaldensleben.

Gabriele Reuter um 1900

Die Verantwortlichkeit für die jüngeren Brüder und die zunehmend depressive Mutter bedingten eine für die Zeit ungewöhnlich frühe Selbstständigkeit Gabriele Reuters. Die finanziellen Sorgen führten außerdem dazu, dass sie schon als junges Mädchen ihr Schreibtalent als eine Verdienstquelle nutzte. 1875/76 erschienen erste literarische Publikationen über Ägypten in Lokalblättern. Es folgten konventionell geschriebene Romane mit exotischem Kolorit. Von dem so verdienten Geld finanzierte Reuter 1879 den Umzug der Familie nach Weimar, wo sie sich als junge Schriftstellerin zu etablieren versuchte. Um 1890 unternahm sie erste eigenständige Reisen nach Berlin, Wien und München zu diversen Schriftstellertagungen und machte Bekanntschaft mit anderen Künstlern ihrer Zeit, darunter mit dem Anarchisten und Lyriker John Henry Mackay, mit dem sie eine langjährige Freundschaft verband, und mit Henrik Ibsen.
1890 zog Reuter mit ihrer Mutter nach München in dem Wunsch, sich der dortigen Bohème anzuschließen. Sie besuchte die Gründungsfeier von Michael Georg Conrads „Gesellschaft für modernes Leben“. Laut ihrer Autobiographie Vom Kinde zum Menschen (1921) kam ihr hier die Idee zu ihrem Erfolgsroman Aus guter Familie. 1891 aber erkrankte die Mutter, und Reuter war gezwungen, mit ihr nach Weimar zurückzukehren, wo die pflegebedürftige Frau 1904 starb. Dort erschloss sich Reuter in den folgenden Jahren einen neuen Freundeskreis – darunter Hans Olden und dessen Frau Grete, Rudolf Steiner und Eduard von der Hellen. Sie las die Schriften Friedrich Nietzsches, Arthur Schopenhauers und Ernst Haeckels. Sie knüpfte Kontakte zum Verein Freie Bühne in Berlin und dem Friedrichshagener Dichterkreis und lernte u. a. Gerhart Hauptmann, Otto Erich Hartleben, Ernst von Wolzogen sowie – auf Vermittlung Mackays – den Verleger Samuel Fischer kennen, der Ende 1895 ihren Roman Aus guter Familie verlegte.
Der Roman war ein enormer Erfolg, löste in Literaturzeitschriften und feministischen Blättern eine erregte Debatte aus und machte Reuter über Nacht berühmt. Im selben Jahr zog sie mit ihrer Mutter wieder nach München, da sich inzwischen einer ihrer Brüder als Arzt dort niedergelassen hatte. Am 28. Oktober 1897 gebar sie in Erbach (bei Ulm) ihre uneheliche Tochter Elisabeth Reuter, genannt Lili, die später den Maler Johannes Maximilian Avenarius heiratete. Der Vater war Benno Rüttenauer.

Auflagenentwicklung der wichtigsten Werke (1 Auflage = 1.000 Exemplare)

1899 zog Reuter nach Berlin um. In den dreißig Jahren, die sie dort lebte, erschienen zahlreiche Romane, Novellen, Jugendbücher und Essays, die immer wieder das Thema des Geschlechter- und Generationenkonflikts aufgriffen. Gabriele Reuter wurde gerühmt für ihre feine psychologische Ausgestaltung und galt als „Dichterin der weiblichen Seele“.
Zwischen 1904 und 1908 lebte sie zeitweise auf dem Monte Verità von Ascona. Über diese  Zeit schrieb sie einen Schlüsselroman Benedikta, der 1923 erschien. In ihm sind einige Protagonisten der Reformsiedlung unschwer zu erkennen: die Mitgründerin der Kolonie Lotte Hattemer, die als feurige Revolutionärin gezeichnet wird; ihr Liebhaber, der anarchistische Dichter und spätere Psychotherapeut Johannes Nohl; die Leiter der Naturheilanstalt: Ida Hofmann und Henri Oedenkoven; der Dichterprophet und Einsiedler Gusto Gräser, der im Wald lebt; der Arzt und Anarchist Raphael Friedeberg und schließlich sie selbst als „Benedikta“. Im Mittelpunkt steht der Revolutionär Friedeberg, für dessen umstürzlerische Ideen sich Benedikta zunächst begeistert, die sie aber entschieden ablehnt, nachdem aus ihnen der blutige Ernst der Revolution von 1918/19 geworden ist. Es handelt sich um den zweiten Schlüsselroman über den berühmten „Wahrheitsberg“ von Ascona nach dem Demian-Roman von Hermann Hesse, der 1919 erschienen war. Im Unterschied zu diesem ist Reuters Erzählung realistischer in der Personen- und Milieuschilderung und ungleich entschiedener in der politischen Positionierung.
Einen Skandal verursachte noch einmal ihr Roman Das Tränenhaus (1908), in dem sie auf recht drastische Weise die Zustände in einem Haus für ledig Gebärende schilderte. Nach dem Ende des Ersten Weltkriegs arbeitete sie außerdem als Kolumnistin für die Wiener Neue Freie Presse und in den letzten Lebensjahren als Rezensentin für die New York Times. 1929 kehrte die Siebzigjährige zurück nach Weimar, wo sie am 16. November 1941 verstarb.
Der Nachlass von Gabriele Reuter befindet sich im Goethe- und Schiller-Archiv in Weimar.

## Schaffen

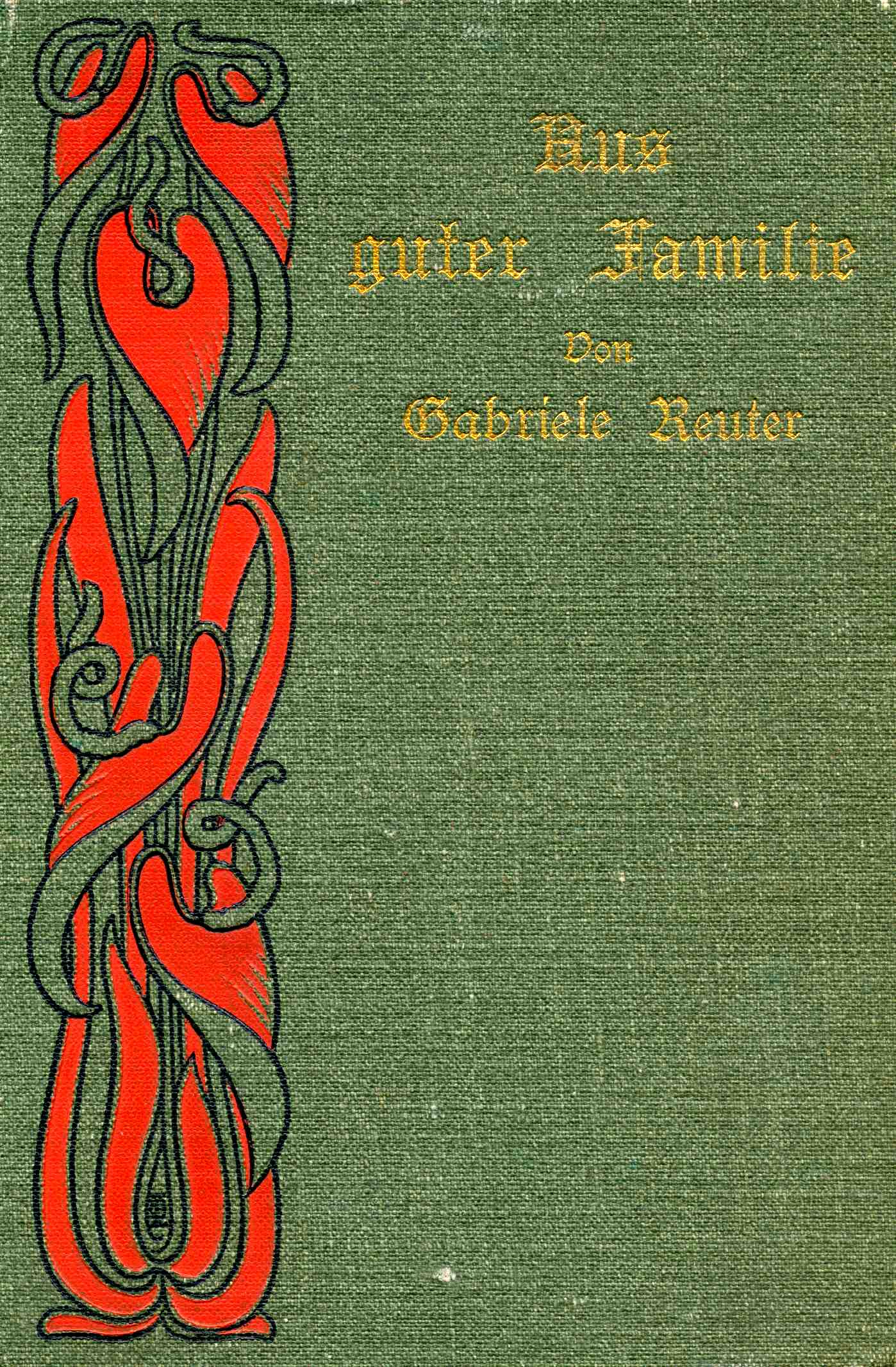
Einband der Erstausgabe des Romans

Reuters Erfolgsroman Aus guter Familie ist eines der ersten Werke aus weiblicher Feder, das sich nach den innovativen literarischen Strömungen des ausgehenden 19. Jahrhunderts, dem konsequenten Realismus bzw. Naturalismus, ausrichtete. Zusammen mit Helene Böhlaus Roman Der Rangierbahnhof (1896) gab er das Muster ab für zahlreiche weitere weibliche Bekenntnis- oder Selbstfindungsromane der Epoche. Die Debatte um den Roman kreiste zunächst vor allem um die Frage, ob das Werk ein Tendenzroman sei oder nicht.
Reuters Haltung zur zeitgenössischen Frauenbewegung war zwiespältig, wenn nicht distanziert: Die frauenrechtlerische Publizistin Helene Stöcker würdigte das Werk Reuters trotzdem mehrfach, Hedwig Dohm äußerte sich anlässlich des Erscheinens von Das Tränenhaus eher skeptisch. Antifeministen warfen Reuter dagegen eine zu einseitig weibliche Perspektive vor. Reuter ließ sich weder von der einen noch von der anderen Seite vereinnahmen. Aus guter Familie wurde wegen der sozialen Repräsentativität der Protagonistin außerdem vielfach mit Goethes Werther verglichen.
Thomas Mann interpretierte den Roman nach dem Muster des zeitgenössischen Künstlerromans. Er schrieb 1904 über Verfasserin: „Gabriele Reuter ist vielleicht die souveränste Frau, die heute in Deutschland lebt; nicht weil sie die 'emanzipierteste' wäre, sondern weil sie auch über die 'Emanzipation' schon hinaus ist - von jeher darüber hinaus war und zwar vermöge ihrer künstlerichen Weiblichkeit. In ihrer Weiblichkeit liegt ihre Stärke und Tiefe, und mit ihr ist sie, wie mir scheint, 'moderner' als alle streitbaren Frauenzimmer der Neuzeit, die den Gipfel der Modernität erklommen zu haben meinen, wenn sie sich den Doktorhut aufs geschorene Haupt stülpen.“

## Werke

### Romane
- Glück und Geld. Roman aus dem heutigen Egypten. Friedrich, Leipzig 1888.
- Kolonistenvolk. Roman aus Argentinien. Friedrich, Leipzig 1891. (Enßlin & Laiblin, Reutlingen 1926)
- Aus guter Familie. Leidensgeschichte eines Mädchens. Fischer, Berlin 1895 (Digitalisat).
  - Neuausgabe: Aus guter Familie. Leidensgeschichte eines Mädchens. Studienausgabe mit Dokumenten. 2 Bände. TransMIT, Marburg 2006, ISBN 3-936134-19-7 (Text) und ISBN 3-936134-20-0 (Dokumente).
  - Neuausgabe: Aus guter Familie. Leidensgeschichte eines Mädchens. Hofenberg, Berlin 2016, ISBN 978-3-8430-8451-2.
  - Neuausgabe: Aus guter Familie. Leidensgeschichte eines Mädchens. Nachwort von Tobias Schwartz. Reclam, Ditzingen 2024, ISBN 978-3-15-011496-4.
- Frau Bürgelin und ihre Söhne. Fischer, Berlin 1899. (Vorabdruck in Fortsetzung 1898/99 in der illustrierten Zeitschrift Vom Fels zum Meer.) (Digitalisat).
- Ellen von der Weiden. Ein Tagebuch. Geyer, Wien 1900. (Fischer, Berlin 1901) (Digitalisat).
  - Neuausgabe: Ellen von der Weiden. Ein Tagebuch. Ullstein, Berlin 1997, ISBN 3-548-24167-0.
  - Neuausgabe: Ellen von der Weiden. Ein Tagebuch. Hofenberg, Berlin 2017, ISBN 978-3-7437-0448-0.
- Margaretes Mission. 2 Bände. DVA, Stuttgart 1904.
- Liselotte von Reckling. Fischer, Berlin 1903 (Digitalisat).
- Der Amerikaner. Fischer, Berlin 1907 (Digitalisat).
  - Neuausgabe: Der Amerikaner. Hofenberg, Berlin 2014, ISBN 978-3-8430-7297-7.
- Das Tränenhaus. Fischer, Berlin 1908. (Neubearbeitung 1926)
  - Neuausgabe: Das Tränenhaus. Hofenberg, Berlin 2017, ISBN 978-3-7437-0446-6.
- Frühlingstaumel. Fischer, Berlin 1911 (Digitalisat).
- Ins neue Land. Ullstein, Berlin 1916 (Digitalisat).
  - Neuausgabe: Ins neue Land. Hofenberg, Berlin 2017, ISBN 978-3-7437-0442-8.
- Die Jugend eines Idealisten. Fischer, Berlin 1917.
- Die Herrin. Ullstein, Berlin 1918.
  - Neuausgabe: Die Herrin Hofenberg, Berlin 2023, ISBN 978-3-7437-4662-6.
- Benedikta. Seyfert, Dresden 1923.
- Töchter. Der Roman zweier Generationen. Ullstein, Berlin 1927.
- Irmgard und ihr Bruder. Deutsche Buch-Gemeinschaft, Berlin 1930.
  - Neuausgabe: Irmgard und ihr Bruder. Hofenberg, Berlin 2023, ISBN 978-3-7437-4666-4.
- Vom Mädchen, das nicht lieben konnte. Ullstein, Berlin 1933.

### Kurzprosa, Novellen und Erzählungen
- Episode Hopkins. Zu spät. Zwei Studien. Pierson, Dresden 1889.
  - Neuausgabe als: Episode Hopkins. Zwei Novellen. Fischer, Berlin 1897.
- Der Lebenskünstler. Novellen. Fischer, Berlin 1897 (Digitalisat).
- Frauenseelen. Novellen. Fischer, Berlin 1901.
  - Neuausgabe: Frauenseelen. Novellen. Hofenberg, Berlin 2014, ISBN 978-3-8430-7287-8.
- Gunhild Kersten. Novelle. DVA, Stuttgart 1904.
- Wunderliche Liebe. Novellen. Fischer, Berlin 1905 (Digitalisat).
- Eines Toten Wiederkehr und andere Novellen. Reclam, Leipzig 1908.
- Im Sonnenland. Erzählung aus Alexandrien. Hillger, Berlin 1914.
- Vom weiblichen Herzen. Novellen. Hillger, Berlin 1917.

### Essayistisches und Autobiographisches
- John Henry Mackay. Eine litterarische Studie. In: Die Gesellschaft. 7, 1891, S. 1304–1314.
- Marie von Ebner-Eschenbach. Schuster & Loeffler, Berlin 1904.
  - Neuausgabe: Ebner-Eschenbach: Eine Biographie Hofenberg, Berlin 2015, ISBN 978-3-8430-9466-5.
- Annette von Droste-Hülshoff. Marquardt, Berlin 1906.
- Das Problem der Ehe. 1907.
- Liebe und Stimmrecht. Fischer, Berlin 1914. (in Auszügen wiederabgedruckt in: Emanzipation und Literatur. Fischer Taschenbuch, Frankfurt am Main 1984, ISBN 3-596-23747-5, S. 204–210)
- Der Krieg und die Mädchen. In: Scherls Jungmädchenbuch. Scherl, Berlin o. J. [1914], S. XI–XX.
- Vom Kinde zum Menschen. Die Geschichte meiner Jugend. Fischer, Berlin 1921.
  - Neuausgabe: Vom Kinde zum Menschen. Die Geschichte meiner Jugend. Hofenberg, Berlin 2017, ISBN 978-3-7437-0444-2
- Grüne Ranken um alte Bilder. Ein deutscher Familienroman. Grote, Berlin 1937.

### Dramen
- Ikas Bild. Lustspiel. 1894.
- Das böse Prinzeßchen. Ein Märchenspiel für Kinder in drei Aufzügen. Fischer, Berlin 1905 (Digitalisat).

### Kinder- und Jugendbücher
- Sanfte Herzen. Ein Buch für junge Mädchen. Fischer, Berlin 1909.
- Was Helmut in Deutschland erlebte. Eine Jugendgeschichte. Perthes, Gotha 1917.
  - Neuausgabe: Was Helmut in Deutschland erlebte. Eine Jugendgeschichte aus dem Ersten Weltkrieg . Hofenberg, Berlin 2022, ISBN 978-3-7437-4251-2.
- Großstadtmädel. Jugendgeschichten. Ullstein, Berlin 1920.
- Das Haus in der Antoniuskirchstraße. Abel & Müller, Leipzig 1927.
- Grete fährt ins Glück. Weise, Berlin 1935.